# Azacualpa

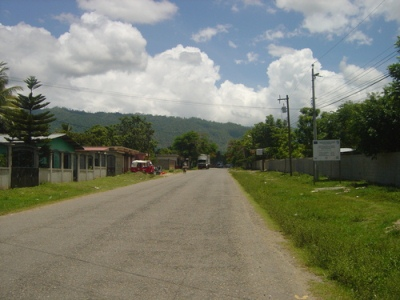
Estrada em Azacualpa

Azacualpa é uma cidade hondurenha do departamento de Santa Bárbara.